# Franz Josef Ehrhart
Franz Josef Ehrhart, född 6 februari 1853 i Eschbach, död 20 juli 1908 i Ludwigshafen, var en tysk politiker (SPD).
Ehrhart var journalist och blev medlem av riksdagen 1908. Han spelade betydande roll inom socialdemokratiska partiet genom sin självständighet och kritiska läggning. Han var även en skicklig agitator.